# São Sepé
São Sepé là một đô thị thuộc bang Rio Grande do Sul, Brasil. Đô thị này có diện tích 2188,832 km², dân số năm 2007 là 23578 người, mật độ 10,77 người/km².